# Chuña Huasi
Chuña Huasi é uma comuna da província de Córdoba, na Argentina.